# Patrizia Reggiani
Patrizia Martinelli Reggiani, precedentemente coniugata Gucci (Vignola, 2 dicembre 1948), è una socialite e criminale italiana.
Soprannominata dalla stampa italiana La vedova nera, è salita alla ribalta della cronaca nera per essere stata la mandante dell'omicidio dell'ex marito Maurizio Gucci, imprenditore già presidente della casa di alta moda omonima, per il quale è stata condannata a 26 anni di reclusione. È tornata in libertà nell'ottobre del 2016, quando è stata rilasciata per buona condotta dopo aver scontato 18 anni.

## Biografia

### Infanzia e matrimonio con Maurizio Gucci
Nasce con il nome di Patrizia Martinelli a Vignola, in provincia di Modena, il 2 dicembre 1948, e vive l'infanzia e l'adolescenza con la madre Silvana Barbieri nell'appartamento di via Padova, nella periferia di Milano. La vita delle due cambia radicalmente quando la madre sposa l'imprenditore Ferdinando Reggiani, il quale poi adotta Patrizia dandole il suo cognome. Grazie al matrimonio della madre, Patrizia riesce ad entrare negli ambienti più esclusivi di Milano, frequentando istituti prestigiosi e persone di alto rango.
Nel 1970 Patrizia conosce Maurizio Gucci, futuro erede della celebre casa di moda omonima, ad una festa a Milano. Dopo aver iniziato a frequentarsi, i due si sposano a Milano nel 1972, per poi decidere di trasferirsi a New York con l'aiuto dello zio di Gucci Aldo. Dal loro matrimonio nascono due figlie: Alessandra (1976) e Allegra (1981).
Il padre di Maurizio Gucci, Rodolfo, non approvava il loro matrimonio, in quanto riteneva Patrizia un'arrivista sociale con in mente solamente i soldi; tra i 500 invitati alla cerimonia, infatti, non si presentò nessun membro della famiglia Gucci. Successivamente, dopo la nascita di Alessandra, Rodolfo manifestò l'intenzione di riconciliarsi con figlio e nuora e regalò loro un lussuoso attico all'Olympic Tower a New York. Ben presto Patrizia diventa attiva nei circoli sociali di New York, facendo apparizioni regolari a feste ed eventi di moda e diventando amica di Jacqueline Kennedy Onassis e dei coniugi Trump.

### La separazione e il divorzio
Nel 1982 i coniugi fanno ritorno a Milano; nel 1985, dopo 13 anni di matrimonio, Maurizio lascia Patrizia, usando come pretesto per abbandonare la famiglia un viaggio d'affari a Firenze. Successivamente Maurizio instaura una relazione con l'amica Paola Franchi, provocando profonda gelosia in Patrizia. I due divorziano ufficialmente nel 1994, dopo che Gucci accetta di pagare alla moglie un assegno alimentare annuo di 1.500.000 dollari. Dopo il divorzio, Patrizia continua ad usare il cognome Gucci anche se per legge non le è più concesso, dicendo di "sentirsi la più Gucci di tutti".

### L'omicidio di Gucci
Il 27 marzo 1995, verso le 8:30 del mattino, Maurizio Gucci sta per varcare la soglia del portone principale del palazzo dove è situato l'ufficio della sua nuova società in via Palestro, a Milano, quando viene raggiunto da quattro colpi di arma da fuoco esplosi da un uomo sopraggiunto in quell'istante. Gucci venne colpito due volte alla schiena, una al gluteo e l'ultima alla tempia sinistra, morendo sul colpo. Nell'agguato rimase ferito anche Giuseppe Onorato, il portinaio del palazzo, che aveva tentato invano d'intervenire in soccorso all'imprenditore. L'assassino sale quindi su una macchina, dove lo aspetta un complice, e si dilegua.
A quasi due anni di distanza dall'omicidio, il 31 gennaio 1997, dopo una serie d'intercettazioni telefoniche, funzionari della Criminalpol arrestarono Patrizia Reggiani, accusata di avere pianificato l'omicidio dell'ex marito e di avere reclutato a tale scopo dei sicari. La vicenda esercita subito un forte impatto mediatico, con la stampa che ribattezza Reggiani La vedova nera. Secondo quanto riferito dalla polizia, il movente dell'omicidio sarebbe stato un misto di gelosia e risentimento nei confronti di Gucci; la signora Reggiani inoltre pretendeva il controllo assoluto del marchio Gucci e voleva impedire all'ex marito di sposare la nuova compagna Paola Franchi. L'imminente matrimonio le avrebbe ridotto della metà gli alimenti a 860.000 dollari all'anno. L'esecutore materiale del delitto venne individuato in Benedetto Ceraulo, proprietario di una pizzeria, ingaggiato tramite Giuseppina Auriemma, amica intima di Reggiani, che fece da intermediaria. Durante le fasi delle indagini, sia Reggiani che Ceraulo negarono completamente il loro coinvolgimento nella vicenda nonostante le intercettazioni.
Nel 1998 Reggiani viene ufficialmente riconosciuta come mandante dell'omicidio di Maurizio Gucci e condannata a 29 anni di carcere, mentre Ceraulo e Auriemma sono condannati rispettivamente all'ergastolo e a 25 anni per favoreggiamento. Nel 2000, dopo un'iniziale conferma della condanna, la corte d'appello di Milano  riduce la pena a Patrizia Reggiani a 26 anni. Nel 2011 le venne offerta un'attività lavorativa in libertà vigilata, ma rifiutò dicendo: "Non ho mai lavorato in vita mia e non inizierò di certo adesso". Nel maggio 2014 venne affidata ai servizi sociali.
Nell'ottobre 2016 venne rilasciata per buona condotta dopo aver scontato 17 anni.

## Nella cultura di massa
- Reggiani partecipò a programmi televisivi come Storie maledette e Quarto grado insieme a Pina Auriemma. Le due rilasciarono le loro interviste in sedi separate.
- Nel 2021 l'intera vicenda e i suoi personaggi sono stati narrati nel film di Ridley Scott House of Gucci, liberamente tratto dall'omonimo libro di Sara Gay Forden, dove Maurizio Gucci e Patrizia Reggiani sono rispettivamente interpretati da Adam Driver e Lady Gaga.[6]
- Sempre nel 2021 ha preso parte come intervistata al film documentario Lady Gucci: la storia di Patrizia Reggiani, a lei dedicato, andato in onda su Nove il 16 dicembre di quell'anno.